# Randy Brown (basketspelare)
Randy Brown, född 22 maj 1968 i Chicago i Illinois, är en amerikansk före detta professionell basketspelare (PG) som  tillbringade tolv säsonger (1991–2003) i den nordamerikanska basketligan National Basketball Association (NBA), där han spelade för Sacramento Kings, Chicago Bulls, Boston Celtics och Phoenix Suns. Under sin karriär gjorde han 3 148 poäng (4,8 poäng per match); 1 420 assists samt 1 173 rebounds, räddningar från att bollen ska hamna i nätkorgen, på 655 grundspelsmatcher.
Han draftades av Sacramento Kings i andra rundan i 1991 års draft som 31:a spelare totalt.
Brown var med och vinna Chicago Bulls fjärde, femte och sjätte NBA-mästerskap (1995–1998) på 1990-talet.
Innan han blev proffs, studerade han vid University of Houston och New Mexico State University och spelade basket för deras idrottsföreningar Houston Cougars respektive New Mexico State Aggies.
Efter den aktiva spelarkarriären arbetade Brown inom ledningen för Chicago Bulls mellan 2009 och 2015. Första året som chef för spelarutveckling, de tre efterföljande åren som speciell assistent till Bulls general manager och sen två år som assisterande general manager. Mellan 2015 och 2018 var han en av de assisterande tränarna för dem.